# Lockport (Illinois)
Lockport é uma cidade localizada no estado americano de Illinois, no Condado de Will.

## Demografia
Segundo o censo americano de 2000, a sua população era de 15.191 habitantes.
Em 2006, foi estimada uma população de 23.840, um aumento de 8649 (56.9%).

## Geografia
De acordo com o United States Census Bureau tem uma área de
18,3 km², dos quais 18,3 km² cobertos por terra e 0,0 km² cobertos por água.

## Localidades na vizinhança
O diagrama seguinte representa as localidades num raio de 8 km ao redor de Lockport.